# 카를로스 살시도
카를로스 살시도(스페인어: Carlos Arnoldo Salcido Flores)는 멕시코의 전 축구 선수이다. 주 포지션은 레프트백이다.

## 같이 보기
- A매치 100경기 이상 출전한 축구 선수 명단